# Karaburun-félsziget (Albánia)
A Karaburun-félsziget (albán Gadishulli i Karaburunit) Albánia legnagyobb félszigete az ország délnyugati részén. Északnyugati kiszögellése, a Gjuheza-fok a szárazföldi Albánia legnyugatibb pontja, egyúttal az Adriai-tengert és a Jón-tengert elválasztó Otrantói-szoros keleti végpontja. A 62 km²-es félsziget gyakorlatilag lakatlan, közúthálózattal nem rendelkezik; természeti értékei gyalogtúrával vagy – Vlorából, Radhimából vagy Himarából – vízi úton közelíthetőek meg. Területe a Karaburun Natúrpark része, partvonalainak nagy része a Karaburun–Sazan Tengeri Nemzeti Park védelme alatt áll.

## Története
Az ókorban Cheraunia néven ismert félsziget jó minőségű, könnyen bányászható mészkövéről volt ismert. A félsziget keleti és nyugati oldalán is több bányát művelt a kor embere, az innen kifejtett építőkövet Apollónia és Epidamnosz középületeihez, templomaihoz egyaránt felhasználták. A félsziget bányái jelentősen hozzájárultak a közeli Órikosz felvirágzásához, amit az is igazol, hogy a bányák i. sz. 3. századi felhagyását követően a város virágkora leáldozott. A félsziget ókori neve lett a névadója az Akrokerauni-hegyvidéknek, de magát a félszigetet is említették 20. századi magyar nyelvű írásokban is Akrokerauni-félsziget néven.
Az oszmán hódoltság időszakában kapott új neve, a Karaburun jelentése törökül ’fekete fok’. A 17. század elején a környező vizek rettegett kalózvezére, Haxhi Alia támaszpontja volt a félsziget északi része. A rejtekhelyéül használt, monumentális méreteiről híres Haxhi Alia-barlang (Shpella e Haxhi Alisë) ma turistalátványosság. A kalózvezér innen tört rá az Otrantói-szoroson átkelő oszmán, velencei és nápolyi hajókra, míg végül a velenceiek fiával együtt meggyilkolták. Az elkövetkező évszázadok során állandó település nem alakult ki a zord félszigeten, egyedül a nyugati partvidék szikla- és kőtemplomai tanúskodnak arról, hogy a múltban a karaburuni öblöknek fontos szakrális szerepük lehetett.
A 20. században stratégiai elhelyezkedésénél fogva elsősorban katonai szerepe volt jelentős. A második világháborúban Seaview néven a Special Operations Executive titkos támaszpontja működött a félszigeten. Az államkommunizmus éveiben a félsziget délkeleti szegletében, Orikum közelében haditengerészeti támaszpontot hoztak létre Pashaliman néven, amely az 1960-as évekig a Varsói Szerződés adriai tengeralattjáró-bázisa volt. A félsziget egésze évtizedekre szigorúan elzárt katonai terület volt.
A Karaburun-félsziget, ahogy az elmúlt századokban, úgy napjainkban is jóformán lakatlan. Pormentesített közút nem található a félszigeten, bár a pashalimani katonai támaszponttól rossz minőségű katonai makadámutak vezetnek a félsziget csúcsa felé.

## Földrajza és geológiája
A délkelet–északnyugati csapásirányú félsziget hossza 17 kilométer, szélessége 3 és 5 kilométer között váltakozik. Területe 62 km². A félsziget az Akrokerauni-hegyvidékhez tartozó Rrëza e Kanalit északnyugati, alacsony középhegységi és dombsági nyúlványa. Délnyugatról a Jón-tenger mossa partjait, a félsziget északnyugati pontjától, a Gjuheza-foktól – régi nevén Linguetta-foktól – északra pedig már az Adriai-tenger hullámzik. A két tenger közötti határt kijelölő Otrantói-szoros a Gjuheza-fok és az olaszországi Otranto között mintegy 72 kilométer széles. A Karaburun-félszigettől északra található Albánia legnagyobb szigete, a Sazan-sziget. A közöttük lévő kb. 5 kilométeres tengerszoros neve Mezokanal, ezen keresztül zajlik a vlorai kikötőbe irányuló és onnan induló hajóforgalom. A félszigetet északkeletről és keletről a Vlorai-öböl határolja. Délkeleten a Rrëza e Kanalit hegységtől a Bristan-patak völgye és az azonos nevű Bristan-hágó (Qafa e Bristanit, néha Qafa e Brisanës, 631 m) választja el.
| A Karaburun-hegység főbb csúcsai                                                                                                 | A Karaburun-hegység főbb csúcsai | A Karaburun-hegység főbb csúcsai | A Karaburun-hegység főbb csúcsai                       |
| Hegy (magyarul) | Hegy (albánul)                   | Magasság (m)                     | Koordináta                                             |
| --- | -------------------------------- | -------------------------------- | ------------------------------------------------------ |
| Kora-hegy | Maja e Korës                     | 826                              | é. sz. 40,3787°, k. h. 19,3627°40.378700°N 19.362700°E |
| Hilqe-hegy | Maja e Hilqes                    | 732                              | é. sz. 40,4088°, k. h. 19,3259°40.408800°N 19.325900°E |
| Dardha-hegy | Maja e Dardhës                   | 696                              | é. sz. 40,4034°, k. h. 19,3322°40.403400°N 19.332200°E |
| Bitër-hegy | Maja e Bitrit                    | 691                              | é. sz. 40,3973°, k. h. 19,3469°40.397300°N 19.346900°E |
| Forrás: Soviet military 1:50,000 scale topographic maps. Москва: Военно-топографическое управление Генерального щаба. 1977–1983. |                                  |                                  |                                                        |

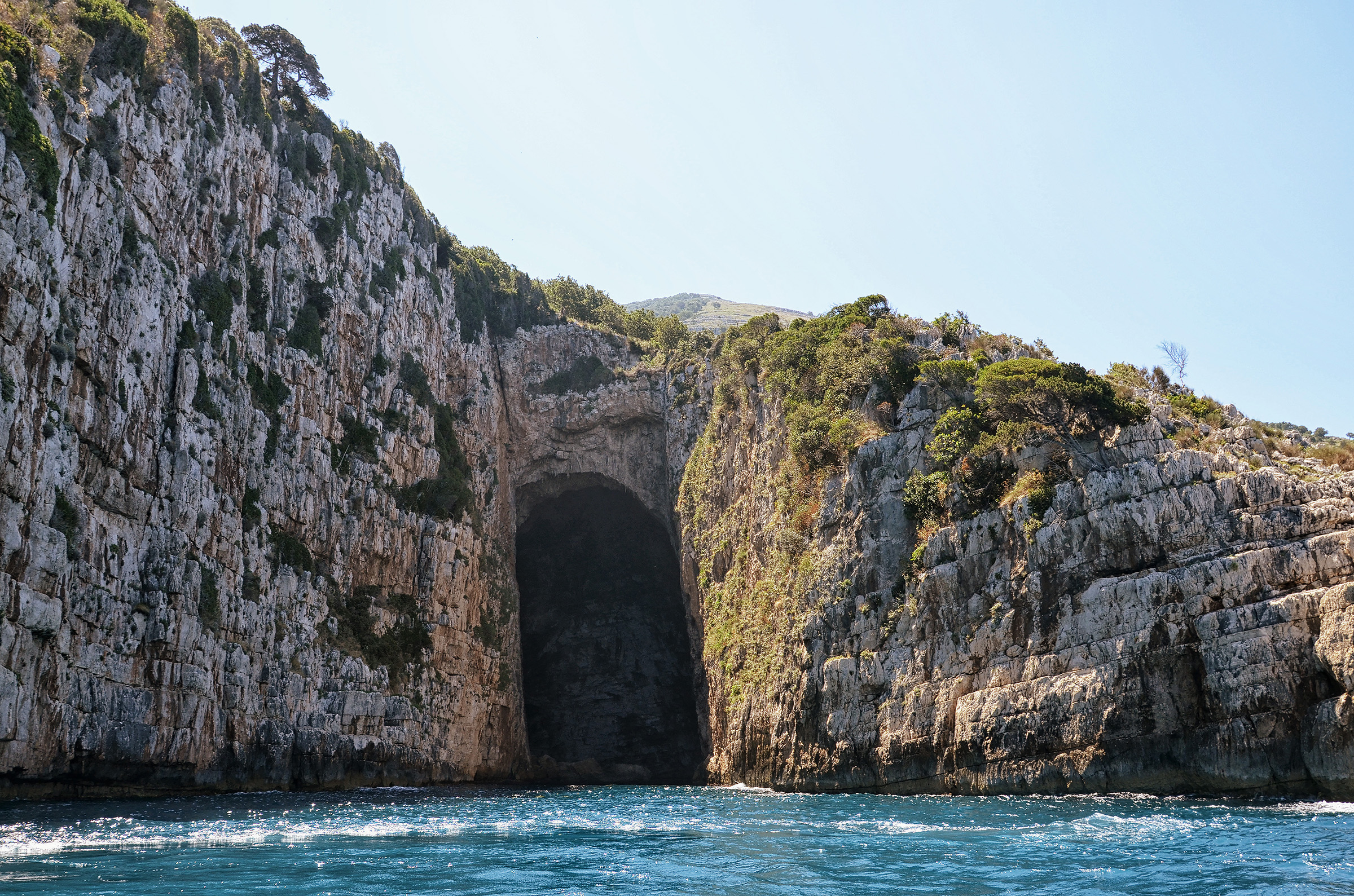
Haxhi Alia barlangja

Vonulatainak tengerszint feletti magassága jellemzően 300 és 800 méter között váltakozik, legmagasabb pontja a Kora-hegy (Maja e Korës, 826 m). Nyugati, a Jón-tenger felé eső oldala nagyon meredeken ereszkedik a tengerszintig, keleti hegylába némileg lankásabb, a hegység mindkét oldalát mély eróziós barázdák szabdalják. Szerkezeti szempontból a Sazan-övhöz tartozó, relatíve fiatal, felső kréta vagy paleogén mészkőből és dolomitból épül fel. Karsztformákban gazdag terület, különösen a Ravena-fennsík (Pllaja e Ravenës) vidékén, ahol a felszín alatt több zsomboly és barlang is található. A kőzetsorozatot helyenként kisfokú metamorfózis érte, a kőzettestekben a deformáció során jellemzően klivázs alakult ki. A félsziget legnagyobb barlangja az északi partvidéken található, a tengerre nyíló Haxhi Alia-barlang (Shpella e Haxhi Alisë), amelynek hossza 30, szélessége 10 méter, magassága pedig 10 és 60 méter között váltakozik. A Karaburun délnyugati részén mintegy húsz további barlang található, legtöbbjük csak a tenger felől megközelíthető, közülük nevezetesebbek a Dukë Gjon-barlang (Shpella e Dukë Gjonit), a Medve-öböl barlangja (Shpella e Gjirit së Ariut), a Galambok barlangja (Shpella e Pëllumbave), a Mély-barlang (Shpella e Thellë), valamint az Ángolok barlangja (Shpella e Inglizit). Ez utóbbi nevét onnan kapta, hogy a második világháborúban a brit Special Operations Executive angol ügynökei itt alakították ki logisztikai és tengerészeti bázisukat.

## Éghajlata és élővilága

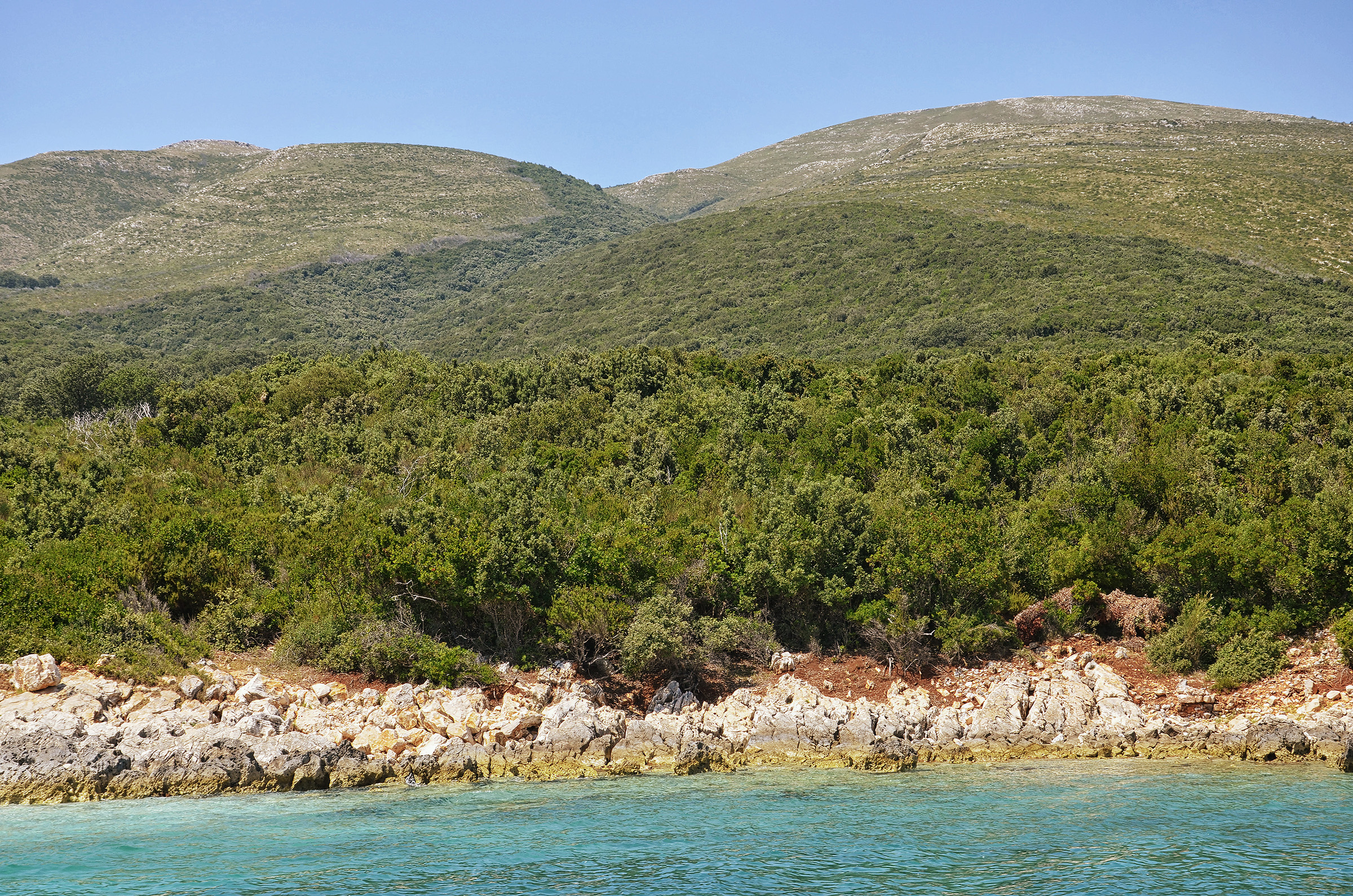
Part menti erdőfolt fölött macchiabozótos

A mediterrán éghajlatú terület éves középhőmérséklete 13-15 °C között alakul, ez júliusban a 24-25 °C-ot is eléri. A hőmérsékleti minimum -5 és -7 közötti. A Karaburun-félszigetet érő évi csapadékmennyiség 1500 mm, a 24 órás maximum 183 mm körüli. Az őszi évnegyedben erős viharokkal és heves záporokkal a térségbe benyomuló óceáni légtömegeknek leginkább kitett albániai terület. Az uralkodó szélirány északnyugati és nyugati, az átlagos szélsebesség 9 km/h.
Az uralkodó növényzet a jellemzően örökzöld macchiabozótos, amelyet helyeként mediterrán erdőfoltok tagolnak. Jellemző növényfajai a karmazsintölgy, a nagypikkelyű tölgy, a híoszi pisztáciafa, a cserjés macskahere, a cserjés hanga, a közönséges mirtusz, a seprűjeneszter, az egybibés galagonya, a tengerihagyma, a tengerikömény, a tövises kapri és a nagyvirágú kakukkfű. Az endemikus fajok között tartanak számon egy orbáncfűfajt, a Hypericum haplophylloidest, valamint a nyúlfarkfüvek közé tartozó Sesleria tenuifoliát.

## Természetvédelmi területei
A Karaburun-félsziget egésze a Karaburun Natúrparkhoz tartozik, amelynek déli része a Rrëza e Kanalit vonulatait foglalja magában. Turistautak csak a félsziget déli részén, a Bristan-hágó és a Ravena-fennsík karsztvidékén találhatóak. A part menti öblök, strandok és merülőhelyek vízi úton megközelíthetőek.
2010-ben hozták létre az ország első – és mindmáig egyetlen – tengeri természetvédelmi területét, a Karaburun–Sazan Tengeri Nemzeti Parkot, amely a part menti vízi élőhelyek és természeti értékek oltalmát biztosítja a partoktól mért mintegy 1,9 kilométeres sávban. A nemzeti park – a Sazan-sziget és a Rrëza e Kanalit mellett – a Karaburun-félsziget mintegy 25 kilométeres partvonalára terjed ki az északkeleti Shën Vasil-foktól egészen a félsziget déli végpontjáig, és magában foglalja a félsziget teljes, 15 kilométeres Jón-tengeri partvonalát.